# Diadocidia trispinosa
Diadocidia trispinosa är en tvåvingeart som beskrevs av Polevoi 1996. Diadocidia trispinosa ingår i släktet Diadocidia och familjen slemrörsmyggor.
Artens utbredningsområde är Finland. Arten är reproducerande i Sverige. Inga underarter finns listade i Catalogue of Life.